# 博尔蒂加利
博尔蒂加利（義大利語：Bortigali），是意大利撒丁大区努奥罗省的一个市镇。总面积67.46平方公里，人口1447人，人口密度21.4人/平方公里（2009年）。ISTAT代码为091012。